# Ингосстрах-Инвестиции
Ингосстрах-Инвестиции (полное наименование Акционерное общество Управляющая компания «Ингосстрах-Инвестиции») — управляющая компания основана 27 марта 1997 года и объединена брендом с СПАО Ингосстрах, одной из крупнейших страховых компаний в России.

## Акционеры
Акционером компании является ЗАО «ИнВест-Полис». В структуру акционеров ЗАО "ИнВест-Полис входят ООО «Страховая компания — Жизнь» и СПАО «Ингосстрах»

## Руководство
С 2009 г. должность Генерального директора компании занимал Фарид Юнусов. С февраля 2021 г. советом директоров управляющей компании «Ингосстрах-Инвестиции» на должность генерального директора избран Владимир Крекотень. Однако в марте 2023 г. его сменил (сам Владимир Крекотень перешел на работу в группы Московской биржи) Роман Семенихин, который до этого возглавлял инвестиционный департамент «Ингосстраха», а затем –  совет директоров «Ингосстрах-Инвестиции» и казначейство страховой компании «Ингосстрах».

## Основные направления деятельности
- управление активами паевых инвестиционных фондов (ПИФ)
- доверительное управление активами частных и институциональных инвесторов[11]
- управление накопительной частью пенсии граждан[12][13]
- проектное финансирование[14].

## История
- До 2007 года Компания осуществляла свою деятельность под названием ОАО УК «Пифагор»[15].
- Июль 2003 — ОАО УК «Пифагор» вступило в Национальную Лигу Управляющих.
- Октябрь 2003 — года ОАО УК «Пифагор» заключает договор доверительного управления средствами пенсионных накоплений с Пенсионным фондом Российской Федерации, пройдя отбор по конкурсу Министерства финансов РФ[16].
- В апреле 2005 года, на заседании Совета Национальной ассоциации негосударственных пенсионных фондов ОАО УК «Пифагор» было аккредитовано при НАПФ[16].
- В 2007 году группа компаний ИНГО приобрела Открытое акционерное общество Управляющая компания «Пифагор», которая в дальнейшем была переименована в Открытое акционерное общество Управляющая компания «Ингосстрах-Инвестиции»[17][18].
- В 2013 году на конференции, проводимой независимым агентством Эксперт РА «Будущее рынка доверительного управления» АО УК «Ингосстрах-Инвестиции» награждено в номинации «За высокую доходность», а также «За высокую надежность и качество услуг»[19].
- АО УК «Ингосстрах-Инвестиции» является основным управляющим активами Группы компаний ИНГО, а также активами следующих НПФ: НПФ «Ингосстрах», НПФ «Социум» и других[20][21]. Под управлением Компании находится 7 открытых и один интервальный паевой инвестиционный фонд[22].

## Паевые инвестиционные фонды
- ИПИФ акций «Ингосстрах акции роста»
- ОПИФ акций «Ингосстрах акции»
- ОПИФ облигаций «Ингосстрах облигации»[23]
- ОПИФ облигаций «Ингосстрах еврооблигации»
- ОПИФ смешанных инвестиций «Ингосстрах пенсионный»
- ОПИФ смешанных инвестиций «Ингосстрах сбалансированный»
- ОПИФ денежного рынка «Ингосстрах денежный рынок»
- Индексный ОПИФ «Ингосстрах Индекс ММВБ»
- ОПИФ фондов «Ингосстрах-Риэл Эстейт»
- ОПИФ фондов «Ингосстрах — Международные рынки»[16]

## Рейтинги и рэнкинги

### Рейтинги
- А++ Исключительно высокий/наивысший уровень надёжности и качества услуг (Рейтинговое агентство Эксперт РА)[24]

### Рэнкинги
По состоянию на конец третьего квартала 2014 года
- Компания входит в ТОП-20 Управляющих компаний России по версии Institutional Investor[25].
- Компания вошла в ТОП-10 управляющих компаний по объему активов в ОПИФах и ИПИФах, а также по объему средств в ИДУ и прочих видах ДУ физических лиц в управлении (по данным рейтингового агентства Эксперт РА)[24]
- Сохранила второе место по объему резервов страховых компаний в управлении (по данным рейтингового агентства Эксперт РА)[26]